# Polyalthia laui
Polyalthia laui este o specie de plante din genul Polyalthia, familia Annonaceae, descrisă de Elmer Drew Merrill. Conform Catalogue of Life specia Polyalthia laui nu are subspecii cunoscute.